# Ilex perado
Ilex perado — вид вічнозелених чагарникових рослин з родини падубові (Aquifoliaceae), ендемік Макаронезії: Азорських островів, Мадейри, Канарських островів.

## Опис
I. perado — вічнозелений кущ або маленьке дерево, висотою до 5 м. Стовбур сильно розгалужений і має гладку, світло-сіру кору. Листки від зворотно яйцеподібної до витягнуто овальної форми, довжиною до 10 см, верхня поверхня блискуча темно-зелена, краї гладкі, верхівка округла. Молоді листи зазвичай із зубцями. Рослина дводомна — на різних рослинах утворюються жіночі та чоловічі квіти. Квіти обох статей маленькі, білі або світло-рожеві, розташовані в пахвових суцвіттях. Плоди — м'ясисті, до 1 см завбільшки кулясті ягоди, які спочатку зелені й червоніють, коли дозрівають. Рослина цвіте з квітня по травень. 

## Поширення
Ендемік Макаронезії: Азорських островів (острови Корву, Грасіоза Фаял, Флорес, Санта-Марія, Сан-Жорже, Сан-Мігель, Терсейра, Піку), Мадейри (о. Мадейра), Канарських островів (Гомера, Ла Пальма, Тенерифе).
Зростає на багатих гумусом ґрунтах у субтропічних лісах з високою вологістю. Характерний і рясний вид у лаврових лісах.

## Галерея

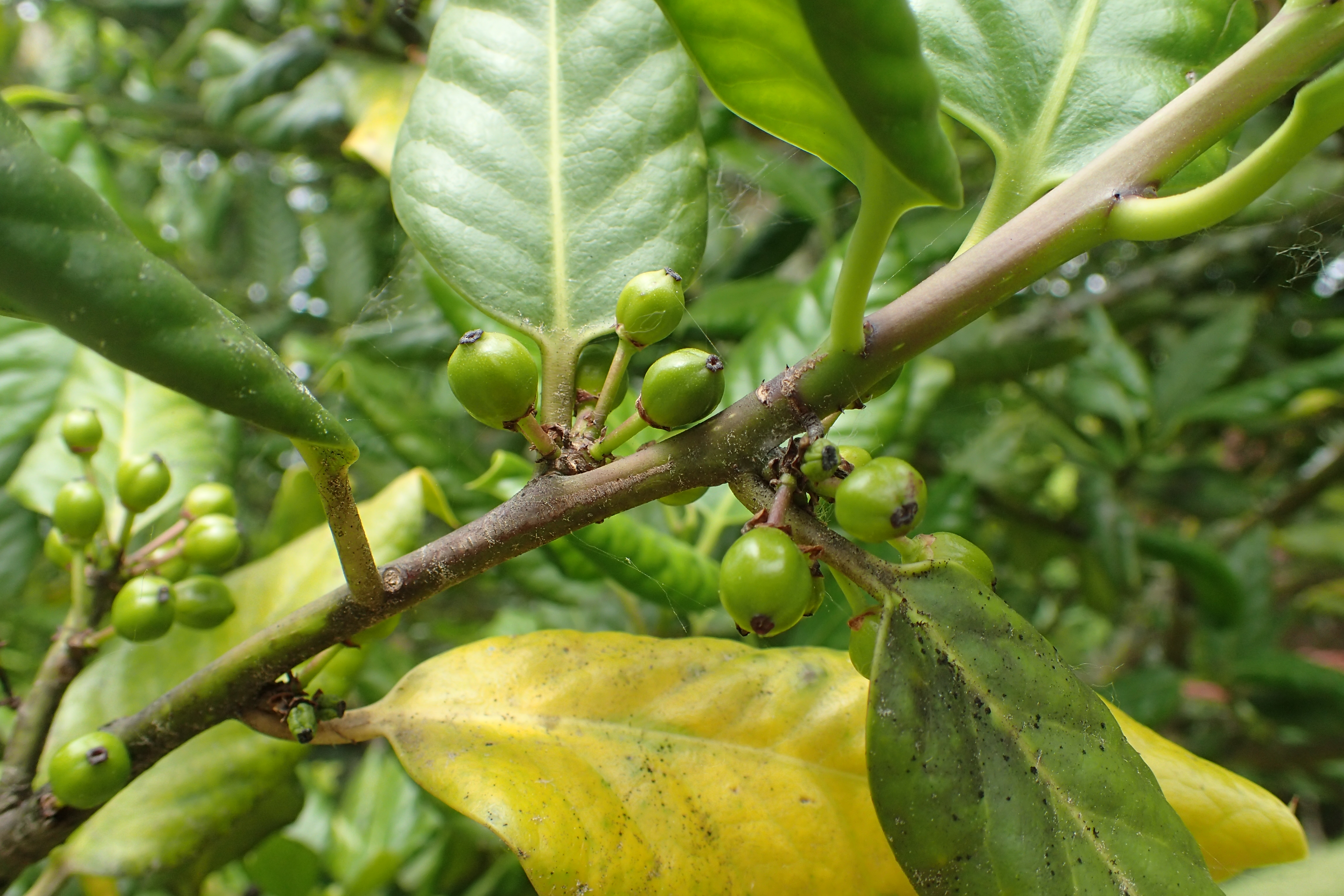
падубова гілка з нестиглими плодами
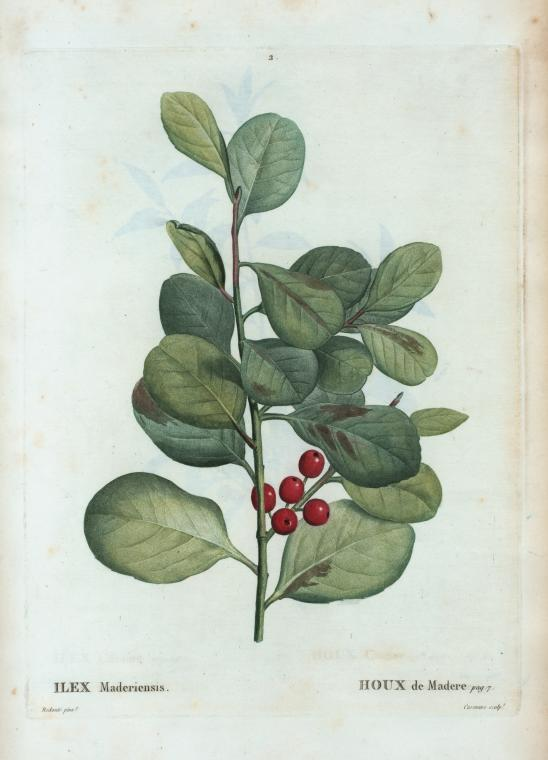
ілюстрація